# Villas, Florida
Villas är en ort (CDP) i Lee County, i delstaten Florida, USA. Enligt United States Census Bureau har orten en folkmängd på 11 569 invånare (2010) och en landarea på 12 km².